# Twenty (zespół muzyczny)
Twenty – polski zespół muzyczny działający w formie duetu, wykonujący młodzieżową muzykę rozrywkową i powstały 1 października 2020 na bazie zespołu My3. W skład duetu wchodzą: Julia Trojanowska i Natalia Klewicz. Nazwa duetu pochodzi od wieku dwudziestu lat przekroczonego przez jego obie wokalistki. W swojej twórczości muzycznej Twenty odeszło od typowej dla swojego poprzednika twórczości skierowanej do dzieci i młodzieży kierując się w stronę bardziej dorosłych, popowych i klubowych brzmień.

## Historia zespołu
Duet Twenty powstał z inicjatywy Julii Trojanowskiej i Natalii Klewicz równo miesiąc po zakończeniu działalności przez poprzednika formacji, czyli zespół My3 bo 1 października 2020 roku. Powstanie Twenty zostało ogłoszone zarówno na profilu duetu, jak i używanych już w czasie poprzedniego projektu prywatnych profilach wokalistek.
W celu utworzenia projektu wokalistki Julia Trojanowska i Natalia Klewicz przeprowadziły się z Wrocławia do Warszawy. Menadżerką projektu została dziennikarka Radia Eska Kamila Ryciak współpracująca z Twenty jeszcze w czasach My3 z ramienia Universal Music Polska.
30 kwietnia 2021 roku miała miejsce premiera pierwszej piosenki duetu „Twenty” pod tytułem „Ten Facet” do którego teledysk powstał we współpracy z Dominiką Klewicz (siostrą Natalii Klewicz) oraz influecerami takimi jak chociażby Julia Chatys. Kolejnym teledyskiem przy którym Twenty współpracowało z influecerami (w tym chociażby Marceliną (siostrą Julii Trojanowskiej) czy Natalią Sisik) jest ten do piosenki „I Love Summer” który miał premierę 6 sierpnia 2021 roku.
Piosenka „I Love Summer” do której to słowa, a także scenariusz teledysku napisały same wokalistki powstała we współpracy z wokalistą i producentem muzycznym Mikiem Johnsonem.
W grudniu 2022 roku duet Twenty został tymczasowo rozwiązany na rzecz reaktywacji zespołu My3. 
Rok później a dokładniej 15 grudnia duet „Twenty" opublikował balladę pt. „To nie był sen?" promującą dwie książki o tytułach „Czy to sen?" i „To nie był sen?" autorstwa jednej z członkiń „Twenty" Natalii Klewicz.

## Pozazespołowa działalność wokalistek duetu Twenty
Od września 2021 członkinie duetu Twenty Julię Trojanowską można oglądać w serialu Telewizji Polsat pod tytułem „Kuchnia” gdzie wciela się w rolę Aleksandry Bubki będącej kelnerką w serialowej restauracji Claude Monet. Za serial ten odpowiada agencja producencka Polot Media Sp. z o.o. Sp. k. odpowiadająca wcześniej (jeszcze pod nazwą Tako Media) zarówno za zespół i program telewizyjny My3, jak i film Jestem M. Misfit w którym to obie wokalistki duetu Twenty wraz z Karoliną „Gefi” Gefert trzecią członkinią wspomnianego zespołu brały udział.
9 lutego 2022 roku Natalia Klewicz wydała swoją debiutancką powieść pt. „Czy to sen?” której to bohaterka zmaga się z problemem depresji.
Od końca 2022 roku członkinie duetu „Twenty" pełnią rolę opiekunek i producentek reaktywowanego zespołu My3 którego to kiedyś były częścią.
W 2023 roku ukazała się druga część powieści Natalii Klewicz która to tym razem nosi tytuł „To nie był sen". Jednocześnie pierwsza część o nazwie „Czy to sen?" zyskała miano bestselleru literackiego.

## Dyskografia

### Single
- 2021 – „Ten Facet”
- 2021 – „I Love Summer”